# Oz the Great and Powerful
Oz the Great and Powerful is een Amerikaanse film van Sam Raimi die in 2013 werd uitgebracht. Het gaat hier niet om een verfilming van het boek The Wonderful Wizard of Oz van schrijver L. Frank Baum, maar om een verhaal dat zich voor de eerste boeken afspeelt. De hoofdrollen worden vertolkt door James Franco, Mila Kunis, Rachel Weisz en Michelle Williams. De film wordt in 3-D vertoond en is een combinatie van live-action en motion capture. De film werd genomineerd voor 3 Golden Trailer Awards.
De wereldpremière vond plaats op 14 februari 2013 in Hollywood (Californië).

## Verhaal
Oscar 'Oz' Diggs, een niet al te bekende goochelaar met dubieuze bedoelingen, wordt uit het stoffige Kansas gehaald en naar het levendige Land van Oz gebracht. Hij denkt dat hij de hoofdprijs heeft gewonnen. Roem en rijkdom komen hem tegemoet, totdat hij drie heksen tegenkomt: Theodora, Evanora en Glinda. Ze zijn er niet van overtuigd dat hij de grote tovenaar is waar iedereen op heeft zitten wachten. Met tegenzin wordt hij in de grote problemen van het Land van Oz en haar bewoners meegesleurd.
Oscar moet er achter zien te komen wie goed en wie slecht is voordat het te laat is. Hij gebruikt zijn magische krachten met behulp van illusie en creativiteit en verandert zichzelf zo in de grote en krachtige tovenaar van Oz. Tegelijkertijd probeert hij ook een beter persoon te worden.

## Rolverdeling
| Acteur            | Personage                     |
| ----------------- | ----------------------------- |
| James Franco      | Oscar Diggs                   |
| Mila Kunis        | Theodora                      |
| Rachel Weisz      | Evanora                       |
| Michelle Williams | Glinda                        |
| Zach Braff        | Frank/Finley                  |
| Bill Cobbs        | Master Tinker                 |
| Joey King         | Meisje in rolstoel/China Girl |
| Tony Cox          | Knuck                         |
| Stephen R. Hart   | Winkie Generaal               |
| Abigail Spencer   | May                           |
| Bruce Campbell    | Winkie Gate Keeper            |

## Vervolg
Op 7 maart 2013, een dag voor de première, werd door het Amerikaanse tijdschrift Variety bevestigd dat Disney plannen had voor een vervolg. Mitchel Kapner zou terugkeren als scenarioschrijver. Op de dag van de première vertelde Raimi dat hij geen plannen had om het vervolg te regisseren.

## Varia
- De troon in de troonzaal in Smaragdcity is een kopie van de troon van de Nederlandse koning Willem III en koningin Wilhelmina.